# John Newport Langley
John Newport Langley (Newbury (Berkshire), 2 de novembro de 1852 — Cambridge, 5 de novembro de 1925) foi um fisiologista britânico.
Dispendeu sua carreira completa na Universidade de Cambridge. Foi eleito membro da Royal Society em 1883, sociedade da qual foi depois vice-presidente.
Langley é conhecido como um dos pais da teoria dos receptores químicos, e originador do conceito de substância receptiva.